# Leopoldinia piassaba
Leopoldinia piassaba é uma espécie de planta da família Arecaceae. Pode ser encontrada na floresta amazônica no Brasil e na Venezuela. Da palmeira é extraído a piaçava. Esta planta é o habitat natural do Rhodnius brethesi, que é um vetor em potencial da doença de Chagas.